# Eskön en Esköränningen
Eskön en Esköränningen (Zweeds: Eskön och Esköränningen) is een småort in de gemeente Gävle in het landschap Gästrikland en de provincie Gävleborgs län in Zweden. Het småort heeft 100 inwoners (2005) en een oppervlakte van 45 hectare. Eigenlijk bestaat het småort uit twee plaatsen: Eskön en Esköränningen. De plaats Eskön ligt op het gelijknamige in de Botnische Golf gelegen eiland Eskön, Esköränningen ligt op het vasteland tegenover Eskön, de plaatsen worden gescheiden door een smalle zeestraat.
Bestuurscentrum: Gävle (Tätort)
Tätort:
Åbyggeby · Berg · Bergby · Björke · Bönan 
· Forsbacka · Forsby · Furuvik · Hagsta · Hamrångefjärden · Hedesunda · Lund · Norrsundet · Totra · Trödje · Valbo
Småort:
Åbyggeby (tegelbruket) · Alborga · Allmänninge · Axmar by · Backa · Berg en Sjökalla · Björke (oostelijk deel) · Brunnsvik · Eskön en Esköränningen · Finnböle · Grinduga · Häcklinge · Harkskär · Hästbo · Hillevik · Hillsjöstrand · Lövåsen en Dansheden · Mårtsbo · Ölbo · Oppala · Östanbäck en Lund · Sikvik · Småmuren · Utvalnäs